# 索洛內 (波克羅夫斯凱市鎮)
48°2′9″N 36°19′20″E / 48.03583°N 36.32222°E
索洛內（烏克蘭語：Солоне），是烏克蘭中部第聶伯羅彼得羅夫斯克州錫內利尼科韋區的村落，隸屬波克羅夫斯凱市鎮，分別距離梅切特內0.5公里和哈波諾-梅切特內1公里，海拔高度151米，2001年人口18。